# Preston on the Hill
Preston on the Hill – wieś w Anglii, w Cheshire, w dystrykcie (unitary authority) Halton, w civil parish Preston Brook. Leży 7,3 km od miasta Widnes, 21,8 km od miasta Chester i 265,7 km od Londynu. W 1931 roku civil parish liczyła 355 mieszkańców.